# Pitepalt

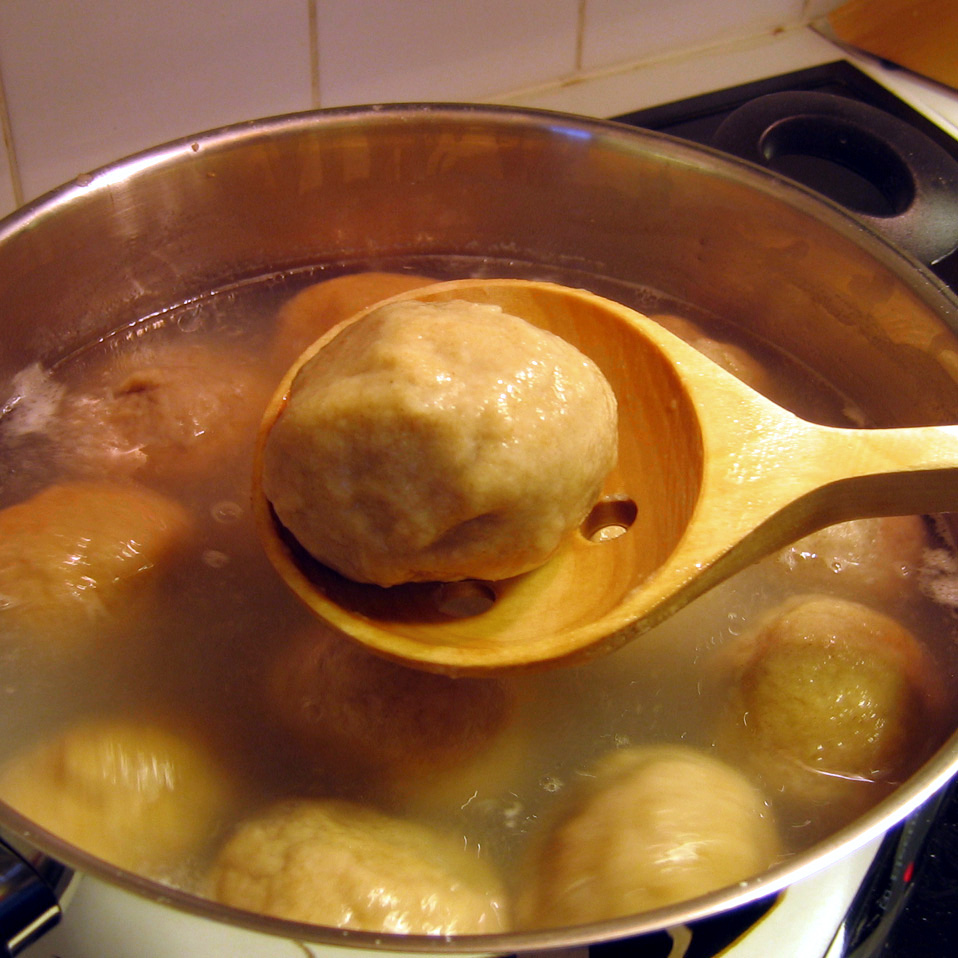
Pitepalt

Pitepalt é um variante local do kroppkaka especificamente da cidade Piteå, embora não seja comido apenas em Piteå.